# De fem dhyanibuddhorna

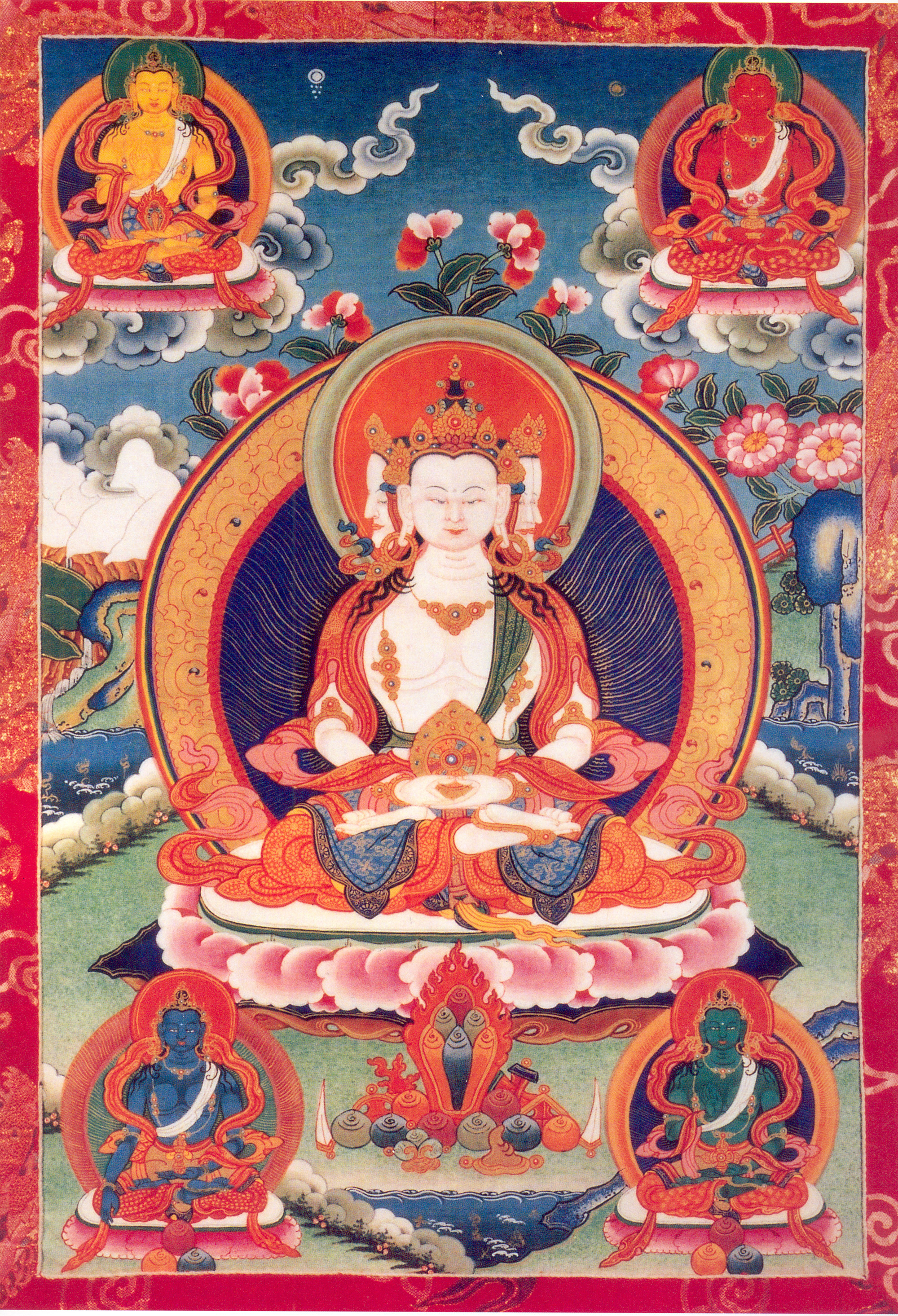
De fem dhyanibuddhorna. Vänster övre hörn: Ratnasambhava. Höger övre hörn: Amitabha. Mitten: Vairocana. Nedre vänstra hörnet: Akshobhya. Höger nedre hörn: Amoghasiddhi

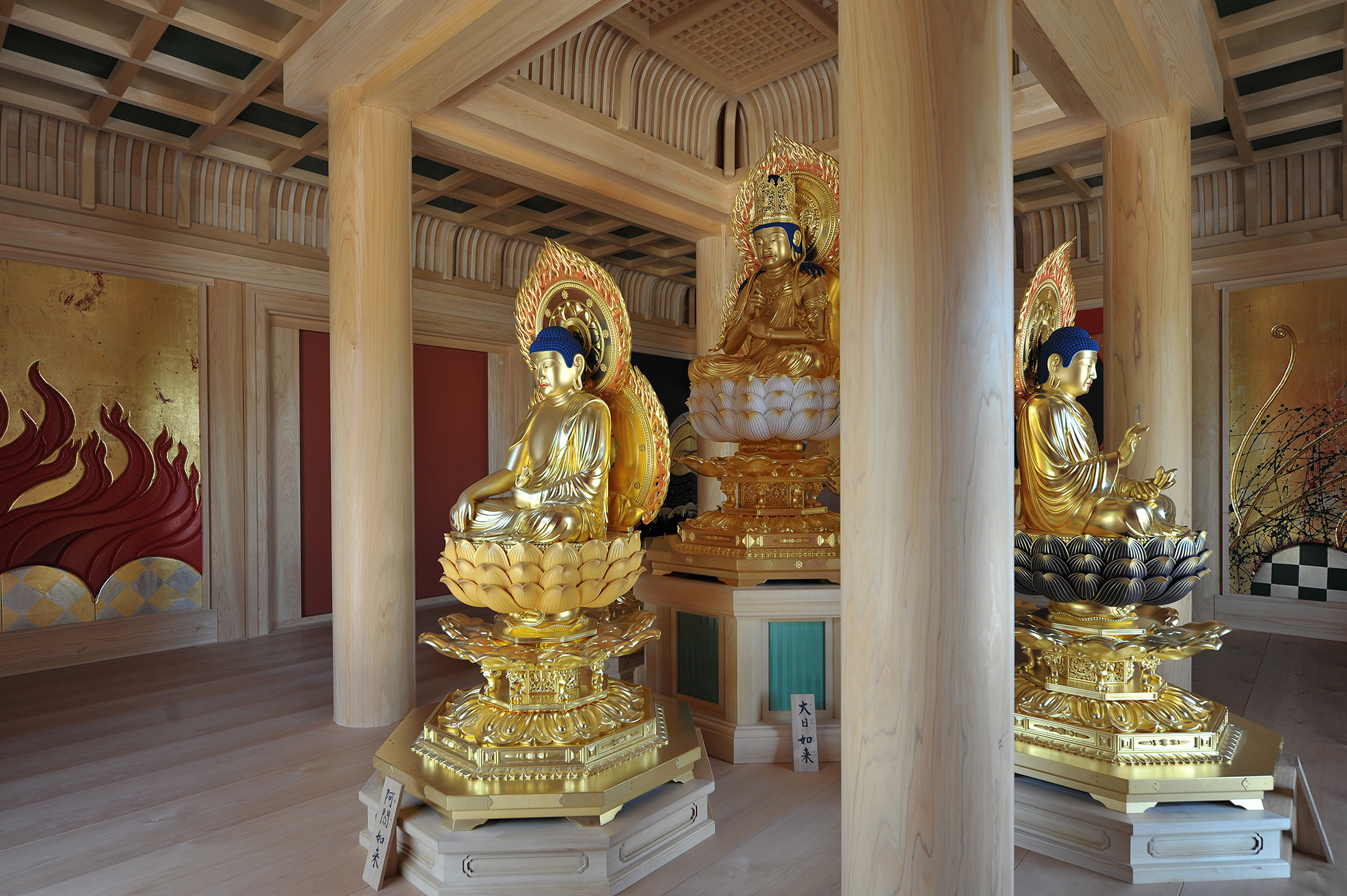
Renge-in Tanjō-ji

De fem dhyanibuddhorna (Sanskrit; "de fem meditationsbuddhorna") är en term som används för att referera till de fem centrala buddhorna inom vajrayanabuddhismen. Dessa buddhor avbildas ofta tillsammans, men termen "de fem dhyanibuddhorna" finns dock inte i några buddhistiska skrifter. Termen användes först i Brian Houghton Hodgsons uppsatser från tidigt 1800-tal, och blev sedan en vanligt förekommande term under 1800-talet.
De fem dhyanibuddhorna är:
- Vairocana
- Akshobhya
- Amitabha
- Ratnasambhava
- Amoghasiddhi.